# Marianów (powiat kutnowski)
Marianów – wieś w Polsce, położona w województwie łódzkim, w powiecie kutnowskim, w gminie Strzelce.
| SIMC    | Nazwa          | Rodzaj    |
| ------- | -------------- | --------- |
| 0577320 | Marianów Dolny | część wsi |
| 0577308 | Marianów Górny | część wsi |

W latach 1975–1998 wieś należała administracyjnie do województwa płockiego.
W 2011 roku liczba mieszkańców wynosiła 82.